# János Radoki
János Radoki (Mór, 7 marzo 1972) è un allenatore di calcio ed ex calciatore ungherese con cittadinanza tedesca, di ruolo difensore.